# Ciliopatía
El término ciliopatía designa un conjunto de enfermedades de causa genética que tienen en común la afectación de un orgánulo intracelular denominado cilio primario. No debe confundirse con el cilio móvil que existe en células epiteliales ciliadas del aparato respiratorio. En las ciliopatías debido a alguna mutación genética, el cilio primario tiene una función alterada, lo que da origen a diferentes enfermedades con síntomas variables dependiendo de la mutación concreta, teniendo todas ellas en común la deficiente función de este orgánulo que en condiciones normales juega un papel importante y complejo en muchas actividades celulares de gran importancia para el correcto  funcionamiento del organismo.

## Enfermedades
Numerosas enfermedades están encuadradas dentro del grupo de las ciliopatías, en la mayor parte de ellas predomina la afectación de ciertos órganos, principalmente ojo, riñón e hígado, en otras existe polidactilia y afectación del cerebro.
- Amaurosis congénita de Leber
- Distrofia torácica asfixiante
- Discinesia ciliar primaria o síndrome de Kartagener.
- Enfermedad poliquística renal
- Nefronoptisis.
- Síndrome de Alstrom.
- Síndrome de Bardet-Biedl.
- Síndrome de Joubert.
- Síndrome de McKusick-Kaufman
- Síndrome de Meckel.
- Síndrome de Senior-Loken.
- Síndrome orofaciodigital